# 雲霄廳
雲霄廳是大清福建省漳州府所隸的散廳，屬於撫民廳，析自漳浦縣、詔安縣、平和縣，是漳州府所隸的縣級行政區中兩個散廳之一，另一個則為與廣東省潮州府共管的南澳廳。中華民國建立後改為雲霄縣至今。

## 歷史
雲霄廳“雲霄”之名取自其境內的雲霄山:164，陳元光《龍湖集》亦有“雲霄開嶽鎮”之語。雲霄廳轄域最早於唐朝時有獨立行政區劃，時懷恩縣於垂拱二年（686年）置於漳江南岸，轄今詔安、雲霄地，惟該縣於開元二十九年（741年）因縣內戶口逃亡之故而併入漳浦縣:165。
雲霄廳轄域於元朝時為雲霄驛、明朝、清初時為雲霄鎮。嘉慶三年（1798年），割平和縣25保與詔安縣2保13村，聯同雲霄縣丞原轄各保設立雲霄撫民廳，屬漳州府，原屬漳浦縣的雲霄縣丞亦改為雲霄同知。

## 廢廳改縣
1912年（民國元年）4月，福建省《73號公報》稱民政司提議將軍雲霄廳改設分防委員，雲霄各界為之震驚。時方聖徵和張其瀾、方純青等18名紳商學界代表聯名陳述改設分防弊多利少，應從雲霄的實際情況出發，罷設分防委員，改為廢廳建縣。這一申請呈文引起漳州府、福建都督府、政務院及福建省臨時省議會重視。同年9月11日，福建省臨時省議會正式通過將雲霄撫民廳改為雲霄縣。1913年（民國二年），雲霄廳正式升格為縣。